# Wodzenie kusta
Wodzenie kusta – zwyczaj ludowy znany na Polesiu, towarzyszący Zielonym Świątkom.
Społeczność wiejska wybierała spośród dziewcząt najpiękniejszą z nich. Na jej głowę wkładano wianek z kwiatów, zaś na całe ciało nakładano świeże zielone, klonowe gałązki (czasem brzozowe).
Dziewczęta wiązały mocnymi nićmi grubsze końce zerwanych klonowych gałązek, w wyniku czego powstawał "kust" (krzak).
Nakładano na niego drugi, mniejszy, a wybrana przez ogół dziewczyna wchodziła do jego środka tak, by „kust” całkowicie okrywał ją do stóp do głów. Zwisające liście gałązek miały ciągnąć się po ziemi.
Następnie spora grupa dziewcząt, zwana "gromadką" dzieliła się na pary i z „kustem” na czele chodziła po wsi śpiewając pieśni "kustowe". Korowód taki zatrzymywał się przed wszystkimi chatami we wsi. Chór dziewcząt śpiewał pieśni zawierające życzenia dla gospodarza, gospodyni, córki lub syna, a także innych członków danej rodziny. Gospodarze odwzajemniali się dając śpiewaczkom pieniądze i jedzenie. Wieczorem odbywała się we wsi biesiada.